# Marcolès
Marcolès település Franciaországban, Cantal megyében. Lakosainak száma 593 fő (2022. január 1.). Marcolès Boisset, Lacapelle-del-Fraisse, Lafeuillade-en-Vézie, Leynhac, Roannes-Saint-Mary, Saint-Antoine, Saint-Mamet-la-Salvetat, Sansac-Veinazès, Sénezergues, Vitrac és Puycapel községekkel határos.

## Népesség
A település népességének változása:
| Lakosok száma | 807  | 654  | 622  | 604  | 583  | 587  | 595  | 593  | 585  | 593  |
|               | 1968 | 1982 | 1990 | 2006 | 2013 | 2015 | 2017 | 2019 | 2020 | 2022 |